# Rycerz Blaszka. Pogromca smoków
Rycerz Blaszka. Pogromca smoków (niem. Ritter Rost – Eisenhart & voll verbeult) – niemiecki film animowany z 2013 roku w reżyserii Thomasa Bodensteina, Huberta Weilanda i Niny Wels. Wyprodukowany przez niemieckie studio Universum Film (UFA).
Światowa premiera filmu miała miejsce 10 stycznia 2013 roku. W Polsce premiera filmu odbyła się 6 września 2013 roku.

## Fabuła
Blaszka jest najbardziej pogodnym, choć trochę niezdarnym rycerzem w szczęśliwym królestwie Zardzezii. Cieszy się powszechną sympatią i podkochuje w rudowłosej księżniczce. Ale któregoś dnia zły książę knuje przeciw niemu spisek. Oskarżony o kradzież, pozbawiony tytułu rycerskiego i zamku, Blaszka zostaje wygnany z kraju. Jedyną nadzieją na powrót do domu jest dla niego pokonanie groźnego cybersmoka. Śmiałek bez wahania rusza więc do starej kopalni, gdzie mieszka dwugłowy, ziejący ogniem potwór. W niebezpiecznej misji wspierają Blaszkę mechaniczny wierzchowiec i oswojony mały smok. Czy razem zdołają pokonać poczwarę, uwolnić piękną księżniczkę i pozbyć się księcia, który pozbawił tronu dobrego króla Zardzezii?

## Wersja polska
Wersja polska: Studio PRL

Reżyseria: Dariusz Błażejewski

Dialogi polskie i teksty piosenek: Bartek Fukiet

Nagranie i montaż dialogów: Kamil Sołdacki

Zgranie dźwięku: Kamil Sołdacki – Studio PRL

Kierownictwo produkcji: Maciej Jastrzębski

W wersji polskiej udział wzięli:
- Jacek Braciak – Blaszka
- Jarosław Boberek – Koks
- Janusz Chabior – uczciwy Bob
- Jolanta Fraszyńska – księżniczka Bo
- Marek Frąckowiak – Król Grzałka
- Agnieszka Matysiak – Gruba dama
- Sławomir Pacek – Emil
- Zbigniew Suszyński – Książę Chrom
- Dariusz Toczek – prezenter TV
- Cezary Żak – Kelwin Popiołek
- Artur Barciś – Celcjusz Popiołek

W pozostałych rolach:
- Dariusz Błażejewski
- Joanna Domańska
- Julia Kołakowska
- Kamil Kula
- Wojciech Machnicki
- Joanna Pach
- Krzysiek Szczerbiński
- Brygida Turowska

Piosenki pod kierownictwem: Andrzeja Żarneckiego wykonali: Justyna Kuśmierczyk oraz Marcin Kołaczkowski